# Bikar karla 2006
La VISA-bikar 2006 fu la quarantasettesima della coppa islandese nazionale di calcio.

## Primo Turno
Giocate l'11, 12 e 13 maggio, 2006.
|    | Squadra di Casa  | Punteggio | Squadra in Trasferta  |
| -- | ---------------- | --------- | --------------------- |
| 1  | Afturelding      | 4– 2      | UMFL                  |
| 2  | Reynir Sandgerði | 4 – 0     | Tunglid               |
| 3  | Dalvík/Reynir    | 1 – 6     | Tindastoll            |
| 4  | GG               | 1 – 2     | Skallagrimur          |
| 5  | Grotta           | 5 – 1     | Afrika                |
| 6  | Hrunamenn        | 1 – 7     | Árborg                |
| 7  | Kari             | 4 – 1     | Ymir                  |
| 8  | Neisti Hofsos    | 0 – 7     | Magni                 |
| 9  | Lettir           | 1 – 2     | Kjalnesingar          |
| 10 | KE               | 1 – 4     | Boltfelag Nordfjordur |
| 11 | IH               | 4 – 1     | Ellidi                |
| 12 | Vinir            | 6 – 1     | Snortur               |
| 13 | Vidir            | 3 – 4     | Hviti riddarinn       |
| 14 | KFS              | 5 – 0     | Ægir                  |
| 15 | Hvot             | 2 – 0     | Hamrarnir             |
| 16 | Drangur          | 2 – 1     | Hamar                 |
| 17 | Markaregn        | 3 – 4     | KV                    |

## Secondo Turno
Giocate il 18, 19 e 20 maggio, 2006.
|                                                    | Squadra di Casa  | Punteggio   | Squadra in Trasferta    |
| -------------------------------------------------- | ---------------- | ----------- | ----------------------- |
| 1                                                  | Sindri           | 5 – 3       | Boltfelag Nordfjordur   |
| 2                                                  | KA               | 4 – 1       | KS/Leiftur              |
| 3                                                  | Vinir            | 1 – 2       | Þór Akureyri            |
| 4                                                  | Tindastoll       | 4 – 0       | Volsungur               |
| 5                                                  | Skallagrimur     | 2 – 3       | Afturelding             |
| 6                                                  | Selfoss          | 5 – 1       | KFS                     |
| 7                                                  | Njardvik         | 7 – 1       | Kjalnesingar            |
| 8                                                  | Reynir Sandgerði | 1 – 2       | Drangur                 |
| 9                                                  | ÍR               | 2 – 1       | Arborg                  |
| 10                                                 | Neisti Djupiv.   | 0 – 3       | KF Fjarðabyggð          |
| 11                                                 | Hottur           | 2 – 0       | Leiknir Faskrudsfjordur |
| 12                                                 | KV               | 4 – 3 (dts) | Kari                    |
| 13                                                 | IH               | 3 – 3       | Grotta                  |
| dopo Tempi supplementari. IH vince 6 – 5 ai rigori |                  |             |                         |
| 14                                                 | Magni            | 3 – 2       | Hvot                    |
| 15                                                 | BI/Bolungarvik   | 1 – 4       | Hviti riddarinn         |

## Terzo Turno
giocate il 30, 31 maggio and 1º giugno, 2006.
|                                                             | Squadra di Casa | Punteggio | Squadra in Trasferta |
| ----------------------------------------------------------- | --------------- | --------- | -------------------- |
| 1                                                           | Fram            | 4 – 0     | Fjölnir              |
| 2                                                           | ÍR              | 3 – 0     | Stjarnan             |
| 3                                                           | Huginn          | 2 – 2     | KF Fjarðabyggð       |
| dopo Tempi supplementari. Fjardabyggd vince 4 – 3 ai rigori |                 |           |                      |
| 4                                                           | Þróttur         | 3 – 1     | Vikingur Olafsvik    |
| 5                                                           | Þór Akureyri    | 6 – 1     | Tindastoll           |
| 6                                                           | Njardvik        | 4 – 1     | Selfoss              |
| 7                                                           | Drangur         | 0 – 5     | Haukar               |
| 8                                                           | ÍH              | 2 – 4     | Leiknir Reykjavík    |
| 9                                                           | HK              | 4 – 0     | Hviti riddarinn      |
| 10                                                          | Afturelding     | 6 – 1     | KV                   |
| 11                                                          | KA              | 7 – 0     | Magni                |
| 12                                                          | Sindri          | 3 – 1     | Hottur               |

## Quarto Turno
giocate il 14, 15 and 16 giugno, 2006.
|   | Squadra di Casa | Punteggio | Squadra in Trasferta |
| - | --------------- | --------- | -------------------- |
| 1 | KF Fjarðabyggð  | 3 – 2     | Sindri               |
| 2 | ÍR              | 0 – 2     | Leiknir Reykjavík    |
| 3 | Afturelding     | 1 – 2     | Njarðvík             |
| 4 | Þróttur         | 1 – 0     | HK                   |
| 5 | KA              | 2 – 1     | Þór Akureyri         |
| 6 | Haukar          | 1 – 5     | Fram                 |

## Quinto Turno
giocate il 2, 3 e 6 luglio 2006.
|   | Squadra di Casa   | Punteggio | Squadra in Trasferta |
| - | ----------------- | --------- | -------------------- |
| 1 | Fram              | 2 – 3     | ÍA                   |
| 2 | KF Fjarðabyggð    | 0 – 2     | Valur                |
| 3 | FH                | 1 – 2     | Víkingur Reykjavík   |
| 4 | Njardvik          | 0 – 1     | KR                   |
| 5 | KA                | 3 – 2     | Breiðablik           |
| 6 | Þróttur           | 2 – 1     | Grindavík            |
| 7 | Fylkir            | 1 – 2     | ÍBV                  |
| 8 | Leiknir Reykjavík | 0 – 3     | Keflavík             |

## Quarti di finale
giocate il 23 e 24 luglio 2006.
|                                                    | Squadra di Casa | Punteggio | Squadra in Trasferta |
| -------------------------------------------------- | --------------- | --------- | -------------------- |
| 1                                                  | ÍA              | 3 – 4     | Keflavík             |
| 2                                                  | KA              | 1 – 5     | Þróttur              |
| 3                                                  | Valur           | 1 – 2     | Víkingur Reykjavík   |
| 4                                                  | KR              | 1 – 1     | ÍBV                  |
| dopo Tempi supplementari. KR vince 4 – 2 ai rigori |                 |           |                      |

## Semifinali
giocate il 28 agosto, 29 agosto e 1º settembre 2006.
| Arbitro: | Gardar Orn Hinriksson |

|  |           |                                                      |
|  | Marcatori | 22’ Saevarsson 72’, 90’ Steinarsson 78’ Kristjansson |

| Arbitro: | Egill Mar Markusson |

|  |           |                   |
|  | Marcatori | 102’ Fridgeirsson |

## Finale
| Arbitro: | Johannes Valgeirsson |

|                                |           |  |
| Antoniusson 21’ Sigurdsson 30’ | Marcatori |  |